# 결빙방지단백질
결빙방지단백질은 동결을 억제할 수 있는 단백질을 말한다. 

## 개요
영하의 온도에서 몸 속에 얼음이 생기는 것을 막으며, 남극의 빙어, 북극의 대구 등에게서 발견된다. 알라닌-알라닌-트레오닌이 수 차례에서 수십 차례까지 반복된 형태이며, 1969년 동물학자 아서 드브리스가 남극 경골어류에서 발견하였다.
이 단백질은 얼음이 생기는 것 자체를 방지하는 게 아니라 얼음 결정이 커지는 것을 방해한다. 단백질이 얼음 표면에 붙음으로써 얼음의 성장을 방해하고 마이크로미터 크기로 만드는 것이다. 그러나 비용이 많이 드는 편이나 적은 농도로도 큰 활성을 나타내기 때문에 앞으로의 발전 가능성이 높다. 

## 종류
- Ⅰ형: 알파-나선 구조, 알라닌이 풍부
- Ⅱ형: 알파-나선 구조&베타-판 구조, 구형단백질, C형 렉틴(당결합단백질)과 구조 유사
- Ⅲ형: 알파-나선 구조&베타-판 구조, 구형단백질, 베타-판 구조 풍부
- Ⅳ형: 알파-나선 구조, 4개의 나선구조, 어는 점을 낮추는 능력이 미미함
- 그 외에 식물, 효모, 곤충에서 발견된 3가지를 포함하여 총 7가지로 나뉜다.